# Rio Negro (Nerícia)
Rio Negro (em sueco: Svartån;  PRONÚNCIA) é um rio da Suécia, o segundo maior da província da Närke. Nasce no lago Ölen, na comuna de Degerfors, passa por Svartå, Hasselfors e Örebro e deságua no lago Hjälmaren, perto de Örebro. Tem uma extensão de 100 quilômetros. Sua corrente é utilizada em várias centrais hidroelétricas. O peixe áspio (aspius aspius), uma espécie ameaçada, visita-o anualmente na área de Orebro.